# Lordomyrma niger
Lordomyrma niger é uma espécie de formiga do gênero Lordomyrma, pertencente à subfamília Myrmicinae.